# Ніколас Гаслер
Ніколас Гаслер (нім. Nicolas Hasler; нар. 4 травня 1991, Вадуц) — ліхтенштейнський футболіст, який грає на позиції вінгера у клубі «Вадуц» та національній збірній Ліхтенштейну. Є сином Райнера Гаслера, визнаного найкращим футболістом Ліхтенштейну 50-річчя (1954—2003).

## Клубна кар'єра
Ніколас Гаслер народився у Вадуці. Розпочав займатися футболом у юнацькій команді клубу «Трізен», з 2003 року перейшов до структури клубу «Бальцерс». У 2009 році розпочав грати в дорослій команді клубу, втім за рік перейшов до іншого ліхтенштейнського клубу «Ешен-Маурен», у якому також грав лише протягом року. У 2011 році Ніколас Гаслер перейшов до клубу «Вадуц». У складі команди Гаслер грав протягом 6 років, протягом яких став п'ятиразовим володарем Кубка Ліхтенштейну, а також переможцем другого швейцарського дивізіону в сезоні 2012—2013 років, після чого команда з ліхтенштейнської столиці вийшла до швейцарської Суперліги. У червні 2017 року Гаслер покинув «Вадуц», у зв'язку з тим, що йому не вдалось узгодити з керівництвом клубу умови нового контракту.
13 липня 2017 року Ніколас Гаслер підписав контракт із клубом МЛС «Торонто». Протягом року виступів у канадському клубі Гаслер став спочатку переможцем регулярної першості, а пізніше володарем Кубка МЛС, одночасно разом із клубом став переможцем чемпіонату Канади. Клуб з Торонто цього року також дійшов до фіналу Ліги чемпіонів КОНКАКАФ, де лише у фіналі в серії пенальті поступився мексиканському клубу «Гвадалахара».
20 липня 2018 року Ніколас Гаслер перейшов до іншого клубу МСЛ «Чикаго Файр» в обмін на Джона Бакеро та 50 тисяч доларів. У чиказькому клубі Гаслер грав до 28 березня 2019 року, післячого 2 квітня 2019 року став гравцем клубу МСЛ «Спортінг Канзас-Сіті». У кінці року клуб відмовився продовжувати контракт із ліхтенштейнським вінгером, і 14 січня 2020 року Гаслер став гравцем клубу Швейцарської Суперліги «Тун». Після вильоту команди за підсумками сезону до другого швейцарського дивізіону клуб вирішив припинити співпрацю з Гаслером, проте пізніше вирішив підписати з ліхтенштейнським футболістом контракт ще на рік. У 2022 році Ніколас Гаслер повернувся до клубу «Вадуц».

## Виступи за збірні
У 2009 році Ніколас Гаслер зіграв у 3 матчах у складі юнацької збірної Ліхтенштейну. У цьому ж році футболіст дебютував у складі молодіжної збірної Ліхтенштейну, у складі якої грав до 2012 року, та зіграв у її складі 5 матчів. 11 серпня 2010 року Ніколас Гаслер дебютував у складі національної збірної Ліхтенштейну в товариському матчі зі збірною Ісландії. На кінець травня 2023 року зіграв у складі національної збірної 93 матчі, в яких відзначився 5 забитими м'ячами.

## Титули і досягнення

### Командні
- Володар Кубка Ліхтенштейну (8):

«Вадуц»: 2012–13, 2013–14, 2014–15, 2015–16, 2016–17, 2022–23, 2023–24, 2024–25
- Переможець Supporters' Shield (1):

«Торонто»: 2017
- Володар Кубка МЛС (1):

«Торонто»: 2017
- Чемпіон Канади (1):

«Торонто»: 2018

### Особисті
- Гравець року в Ліхтенштейні: 2015, 2017, 2018